# Hamza Kastrioti
Hamza Kastrioti (łac. Ameses Castriota) – albański i osmański wojskowy żyjący w XV wieku, bratanek Skanderbega.

## Życiorys
Urodził się prawdopodobnie na terenie Imperium Osmańskiego, był synem Stanishy Kastriotiego; po jego śmierci Hamza był wychowywany przez Skanderbega, który zabierał go na wyprawy wojskowe. Po klęsce wojsk osmańskich w bitwie pod Niszem z 1443 roku wraz ze Skanderbegiem zdezerterował z armii osmańskiej oraz przyjął chrześcijaństwo, zmienił także swoje imię na Branilo.
W 1448 roku w ramach wojny albańsko-weneckiej jego siły zajęły opuszczoną twierdzę Balec, która następnie została odbudowana; służyła ona jako miejsce stacjonowania 2 tys. żołnierzy dowodzonych przez Marina Spaniego. Kastrioti w tym czasie przebywał w Drishcie. Spani jednak opuścił twierdzę i wycofał się ze swoimi żołnierzami w kierunku Dagnum, gdy jego krewny Pjetër Spani poinformował go o dużych siłach weneckich zmierzających w kierunku twierdzy. Wenecjanie odbili twierdzę paląc drewniane części jej konstrukcji i niszcząc odbudowane mury.
Po ślubie Skanderbega i narodzinach jego syna Jana Hamza Kastrioti utracił wszelkie nadzieje na odziedziczenie tronu Księstwa Kastrioti. Coraz bardziej niezadowolony z rosnącej potęgi Skanderbega otrzymał od sułtana Mehmeda II Zdobywcy ofertę władzy nad Albanią, gdy ta zostanie już podbita. W 1457 roku Hamza wrócił do armii osmańskiej i ponownie przyjął islam. Wraz z Isak Begiem dowodził siłami osmańskimi w bitwie na równinie Albulena 2 września tego roku. W trakcie bitwy został schwytany przez siły albańskie, a następnie pod zarzutem zdrady stanu osadzony w areszcie w Neapolu, jednak wkrótce wypuszczono go na wolność. Udał się do Konstantynopola, gdzie kontynuował służbę wojskową.
Był jednym z najważniejszych dowódców armii Skanderbega, cieszył się dużą popularnością wśród albańskich żołnierzy.